# 韦謩
韦謩（？—？），京兆郡杜陵县（今陕西省西安市长安区）人，出自京兆韦氏阆公房，北周、隋朝官员。

## 生平
韦謩在北周官至内史大夫，获赐姓贺兰氏，大象二年（580年）五月，周宣帝宇文赟病重不起时，韦謩留在皇宫中侍奉，小御正刘昉与领内史郑译、御饰大夫柳裘、韦謩、御正下士皇甫绩等人谋划引杨坚辅佐朝政。大象二年十二月丁巳（580年12月27日），韦謩进位上柱国。隋文帝接受禅让建立隋朝后，韦謩因为有拥立天子的功劳，封普安郡公。开皇初年，韦謩在蒲州刺史任内去世。

## 儿子
- 韦士让，雍州别驾[1]